# Ambrose Godfrey
Ambrose Godfrey, wł. Ambrosius Gottfried Hanckwitz (ur. 1660 w Nienburg, zm. 1741) – angielski chemik niemieckiego pochodzenia, twórca prymitywnego urządzenia gaśniczego złożonego ze zbiornika wody i pojemnika z materiałem wybuchowym, które rozprowadzało wodę po pożarze za pomocą eksplozji.